# История провинции Фуцзянь
История провинции Фуцзянь — цепь важнейших событий от доисторической эпохи до нового времени, происходивших на территории современной китайской провинции Фуцзянь.

## Доисторическая и ранняя историческая эпоха
ДНК человека Qihe 2 возрастом 8 400 л. н. из пещеры Цихэ, находящейся в Чжанпине, показала, что во времена неолита «второй слой» (second layer) земледельцев заменил в Восточной Азии, так называемый, «первый слой» (first layer) охотников-собирателей. Это не подтверждает «двухслойную» модель расселения в неолитической Восточной Азии в этом районе. Ранние неолитические восточные азиаты были более генетически дифференцированы друг от друга, чем современные восточные азиаты.
Во времена неолита земли Фуцзяни были слабо заселены. В настоящее время известно четыре неолитических культуры на побережье Фуцзяни, которые, как считается, прибыли туда с земель расположенной севернее провинции Чжэцзян. В глубине материка обнаружены артефакты ещё двух неолитических культур, сильно отличающиеся от прибрежных. В ранней китайской письменной истории люди на территории современной Фуцзяни именуются «семь [племён] минь» (七闽).
Тем временем в северной части современной провинции Чжэцзян образовались царства У и Юэ. В VI веке до н. э. царство У совершило несколько успешных походов против размещавшегося в среднем течении Янцзы царства Чу, однако в 512 году до н. э. вспыхнула война между У и Юэ, и 473 году до н. э. юэский ван Гоуцзянь завоевал царство У. В 333 году до н. э. Юэ было, в свою очередь, завоёвано Чу. Потомки правящего рода царства Юэ бежали на юг, где на территории современной провинции Фуцзянь основали царство Миньюэ.

## Время первых централизованных империй
В 223 году до н. э. царство Чу было завоёвано царством Цинь, после чего циньские войска продвинулись дальше на юг и в 222—221 годах до н. э. покорили племена юэ. Завоевав все китайские царства, Цинь образовало в 221 году до н. э. первую централизованную империю в китайской истории. Страна была разделена на округа-цзюнь (郡), и земли современной Фуцзяни вошли в состав округа Миньчжун (闽中郡), власти которого разместились в Дунъе (东冶) на территории современного Фучжоу.
После развала империи Цинь во время противостояния Чу и Хань Учжу, правивший в Миньюэ, поддержал Лю Бана, и поэтому за помощь в основании империи Хань в 202 году до н. э. царство Миньюэ было воссоздано, став вассалом империи Хань.
Тем временем на территории современной провинции Чжэцзян образовалось другое юэское государство — Дунъоу (东瓯). Племянник Лю Бана Лю Пи после основания империи Хань получил титул «князя У» и удел в низовьях Янцзы (земли бывшего царства У). Когда в 154 году до н. э. разразилось восстание семи уделов, он принял участие в этом мятеже против центральных властей, однако восстание было подавлено всего за три месяца, Лю Пи погиб в бою и его удел был расформирован. Лю Цзюй — наследник Лю Пи — бежал в Миньюэ. Из-за подстрекательств Лю Цзюя Миньюэ напало на Дунъоу. Дунъоуский правитель предпочёл сдаться империи Хань, и его государство в 138 году до н. э. было аннексировано Хань.
В 135 году до н. э. Миньюэ напало на ещё одно юэское государство — Наньюэ (находившееся на территории современной провинции Гуандун). Наньюэ также обратилось за помощью к империи Хань, после чего начались ханьско-миньюэские войны. К 111 году до н. э. все миньюэские земли были захвачены ханьскими войсками и присоединены к империи Хань. Из-за горно-лесистого характера местности эти земли были тогда относительно слабо заселены, и поэтому административных структур здесь почти не создавалось — к концу существования империи Хань на землях современной провинции Фуцзянь имелось всего два уезда. Вся эта территория входила в состав округа Куайцзи (会稽郡), власти которого размещались на месте современного Сучжоу; в 129 году власти округа Куайцзи переехали в уезд Шаньинь (на землях современного городского округа Шаосин).

## Троецарствие, империя Цзинь, эпоха Южных династий
Когда империя Хань раскололась на три государства, эти места вошли в состав царства У. Его основатель Сунь Цюань долгое время занимался покорение горных юэ, и в итоге в 260 году был создан Цзяньаньский округ (建安郡), в состав которого вошло 5 уездов; власти округа разместились на территории современного Цзяньоу.
После того, как китайские земли были объединены в составе империи Цзинь, в 282 году южная часть Цзяньаньского округа была выделена в отдельный Цзиньаньский округ (晋安郡); в каждом из округов было уже по 8 уездов. Несмотря на постепенное увеличение численности населения, по сравнению с остальной территорией страны эти земли всё ещё оставались малонаселёнными. Когда в начале V века север страны оказался захвачен кочевниками, и на юг хлынули толпы беженцев, то часть из них расселилась на землях Цзяньаньского и Цзиньаньского округов. В основном это были носители восьми фамилий — Чэнь (陈), Линь (林), Хуан (黄), Чжэн (郑), Чжань (詹), Цю (邱), Хэ (何), и Ху (胡); первые четыре из них до сих пор являются самыми распространёнными фамилиями в Фуцзяни.
После того, как в империи Цзинь, которая существовала уже только в южной части Китая, была свергнута правящая династия, и после ещё нескольких государственных переворотов образовалась империя Лян, в начале VI века южная часть Цзиньаньского округа была выделена в отдельный Наньаньский округ (南安郡). Когда в середине VI века трон империи Лян был узурпирован Хоу Цзином, из долины Янцзы на юг хлынул ещё один поток беженцев, спасавшихся от смуты, что вызвало дополнительный рост населения этих мест.
После того, как эти места оказались в составе империи Чэнь, то в 557 году была создана Миньчжоуская область (闽州), которая охватывала практически всю прибрежную часть современной провинции Фуцзянь; в 564 году она была переименована в Фэнчжоускую область (丰州). Это был первый в истории случай, когда фуцзяньские земли были объединены в единую административную единицу провинциального уровня; Цзяньаньский, Цзиньаньский и Наньаньский округа были подчинены властям Фэнчжоуской области.

## Империи Суй и Тан
После того, как китайские земли были объединены в империю Суй, три округа были в 589 году расформированы, а Фэнчжоуская область была переименована в Цюаньчжоускую область (泉州).
После смены империи Суй на империю Тан страна была разделена по горам и рекам на 10 регионов. Фуцзяньские земли оказались в составе Цзяннаньского региона (江南道), властям которого подчинялись Фэнчжоуская, Цюаньчжоуская и Цзяньчжоуская области. Впоследствии создавались новые уезды и новые области, и в итоге на фуцзяньских землях стало 8 областей.

## Эпоха 5 династий и 10 царств
После того, как Чжу Вэнь вынудил последнего танского императора отречься от престола и провозгласил в 907 году основание империи Поздняя Лян, он в 909 году дал Ван Шэньчжи титул «миньского князя» (闽王), и тот стал управлять этими землями. Так в горной части Фуцзяни появилось полунезависимое царство Минь. В 943 году один из сыновей Ван Шэньчжи поднял восстание и объявил себя независимым правителем государства Инь, расположенного в северо-западной части миньской территории. Император Минь обратился за помощью в подавлении восстания Инь к государству Южная Тан. Но вместо ожидаемой помощи, Южная Тан прислала войска, которые захватили владения Инь и присоединили их к своему царству. Перед лицом угрозы со стороны Южной Тан, правительство Минь объявило о признании своей вассальной зависимости от своего северного соседа, царства Уюэ. Тем не менее, это не остановило наступательный порыв Южной Тан, которая поглотила остатки царства Минь в 945 году.

## Империя Сун
После объединения китайских земель в составе империи Сун, был образован Фуцзяньский регион (福建路), властям которого подчинялись 6 областей (в том числе Фучжоуская и Цзяньчжоуская) и 2 военных округа; из-за наличия 8 единиц областного уровня эту территорию стали называть «8 [земель] минь» (八闽).
После того, как север страны был захвачен киданями, образовавшими империю Ляо, начался третий исход китайского населения на юг. Часть этого людского потока достигла фуцзяньских земель, что привело к взрывному росту численности населения.

## Империи Юань, Мин и Цин
После того, как в XIII веке китайские земли были завоёваны монголами, власти монгольской империи Юань разделили страну на крупные регионы, управляемые син-чжуншушэнами. Ещё во время завоевания фуцзяньских земель для администрирования покоряемых территорий был создан Фуцзяньский син-чжуншушэн (福建行中书省); по окончании завоевания он был включён в аппарат Цзянчжэского син-чжуншушэна (江浙行中书省).
После свержения власти монголов и образования империи Мин поначалу были сохранены административные структуры империи Юань. В 1369 году был воссоздан Фуцзяньский син-чжуншушэн. В 1376 году вместо син-чжуншушэнов провинции стали управляться чиновниками в ранге бучжэнши (布政使); местом пребывания Фуцзяньского бучжэнши стал Фучжоу.
В 1370 году правительство империи Мин ввело «морской запрет». Жители прибрежной полосы провинции, лишившиеся средств к существованию из-за запрета выходить в море, стали массово переселяться на Тайвань, острова Рюкю, в Японию и страны Юго-Восточной Азии. Из-за «китаизации» пиратов-вокоу южнокитайское побережье вошло в зону их активной деятельности, и в XVI веке они стали бичом этих мест (так, в 1557 и 1558 годах они дважды разграбили Фучжоу).
В 1644 году началось маньчжурское завоевание Китая. В 1645 году, после разгрома и пленения маньчжурами Чжу Юсуна, великий князь Тан Чжу Юцзянь бежал в Ханчжоу, а оттуда в Фуцзянь. В Фучжоу Чжу Юйцзянь при поддержке Чжэн Чжилуна был объявлен императором. В следующем году маньчжуры разбили войска нового императора и убили его самого; Чжэн Чэнгун — сын Чжэн Чжилуна — обосновался в Сямэне, а затем перебрался на Тайвань, откуда он и его потомки ещё 40 лет оказывали сопротивление маньчжурам. Для экономического удушения Чжэнов цинской империи пришлось восстановить существовавший во времена империи Мин «морской запрет». После падения государства Чжэнов на Тайване этот остров (как и все острова Тайваньского пролива) был включён в состав провинции Фуцзянь.
После проигрыша Первой опиумной войны цинскому правительству пришлось в соответствии с подписанным в 1842 году «Нанкинским договором» разрешить иностранцам торговать в Сямэне и Фучжоу. Когда во второй половине XIX века в империи Цин стала проводиться «Политика самоусиления», то Цзо Цзунтан создал в Фучжоу арсенал и военно-морское училище, что дало толчок к резкому развитию цинского броненосного флота.
В августе 1884 года с французского нападения на цинский флот в Фучжоу началась Франко-китайская война. После поражения в ней цинские власти выделили в 1886 году остров Тайвань в отдельную провинцию.

## Современность
Когда в 1911 году произошла Синьхайская революция, то провинция Фуцзянь одной из первых перешла на сторону новых властей.
В 1931 году китайские коммунисты взяли под контроль южную часть соседней провинции Цзянси и создали Китайскую Советскую Республику; под контролем коммунистов оказалась и юго-западная часть провинции Фуцзянь. В 1932 году для борьбы с коммунистами в Фуцзянь была переброшена из Шанхая 19-я армия. Её командующие Цай Тинкай и Цзян Гуаннай в ноябре 1933 года восстали против Чан Кайши и объявили о создании Фуцзяньского народного правительства. Однако восставшие не получили поддержки ни от коммунистов, ни от противников Чан Кайши внутри Гоминьдана, и поэтому к январю 1934 года это восстание было подавлено.
В начале второй японо-китайской войны основным фронтом стала долина реки Янцзы, а в провинции Фуцзянь японцы ограничивались бомбардировками и обстрелами с моря. Однако когда развернулось сражение за Ухань то для того, чтобы перерезать пути снабжения Китая, в мае 1938 года японскими десантами были захвачены Фучжоу и Сямэнь. Гоминьдановские власти провинции перебрались на запад, в уезд Юнъань, где и оставались до конца войны.
Когда после капитуляции Японии в Китае развернулась полномасштабная гражданская война, то основные силы гоминьдановцев были переброшены на север страны, что не позволило вести эффективную борьбу с действовавшими в труднодоступных горных районах Фуцзяни партизанскими отрядами коммунистов. Лишь осенью 1948 года после переброски в юго-западную часть провинции Фуцзянь подкреплений из провинции Гуандун гоминьдановские власти провели крупномасштабную зачистку, однако уже в апреле 1949 года Народно-Освободительная армия Китая форсировала Янцзы и начала наступление на юг. В августе 1949 года гоминьдановские войска были вынуждены оставить Фучжоу и отступить на острова Цзиньмэнь. К 1950 году коммунисты взяли под контроль всю материковую часть провинции, а гоминьдановцы удержали за собой острова в Тайваньском проливе.